# Манчестер (Мэн)
Манче́стер (англ. Manchester) — таун на северо-востоке США, расположенный в округе Кеннебек штата Мэн.

## География
Расположен рядом со столицей штата Огастой на северном берегу озера Коббосиконти.
Манчестер делится на районы Бассвилл, Хэллоуэлл-Кросс-Роудс, Манчестер, Манчестер-Форкс, Северный Манчестер и Аутлет.

## История
Поселение на территории Манчестера возникло в 1775 году. В начале века оно называлось Форкс. 12 августа 1850 года населённый пункт получил городской статус с названием Кеннебек. Поскольку его часто путали с городом Кеннебанк, в 1854 году название поменяли на Манчестер в честь одноимённого города, расположенного в штате Массачусетс.

## Демография
В 1860 году население Манчестера составляло 813 человек. Исторический зарегистрированный минимум численности населения отмечен в 1920 году — 485 человек.
По данным переписи населения США, в 2010 году в Манчестере проживали 2580 человек. В городе насчитывалось 1044 домохозяйства и 761 семья, 1255 жилых объектов.

## Инфраструктура
В Манчестере располагаются несколько начальных и средних школ, однако нет других важных объектов инфраструктуры — в частности, медицинских учреждений (ближайшие находятся в Гардинере, Уинтропе и Огасте) и библиотеки (ближайшие располагаются в Огасте и Хэллоуэлле).
В Манчестере расположена плотина Коббосиконти, которая в 1976 году была внесена в список исторических памятников.

## Транспорт
Через центр Манчестера с запада на восток проходит автомобильная магистраль 202, связывающая Мэн и Делавэр.

## Известные жители
В 1980—1985 годах в Манчестере жила американская школьница, посол мира Саманта Смит.